# استعدادات ألمانيا النازية للحرب العالمية الثانية

## الوضع الداخلي
في اجتماعه الأول مع مجلس الوزراء في عام 1933، قدّم هتلر أولوية الإنفاق على الشئون العسكرية على إعانة البطالة، وصرّح بأنه على استعداد للإنفاق على البند الثاني إذا اكتفى البند الأول أولاً. وعندما تقدم رئيس البنك الألماني المركزي هانز لوتر والذي كان أيضًا مستشارًا سابقًا للبلاد بعرضه إلى الحكومة بتقنين حدًا قانونيًا قيمته مائة مليون رايخ مارك ألماني لتمويل إعادة التسلح وجد هتلر أن المبلغ ضئيل للغاية، وقام بإعفاء لوثر من منصبه في مارس من عام 1933 ليستبدله بالوزير هيلمار شاخت الذي كان عليه في الخمس سنوات التالية أن يقدم ما قيمته اثني عشر بليونًا من الماركات الألمانية من السندات المعروفة باسم "Mefo-bills" من أجل الإنفاق على إعادة التسلح.
وبدءاً من أبريل في عام 1935، أدى التحرر من وهم الوعود التي تقدم بها الرايخ الثالث والتي لم يتم تنفيذها على أرض الواقع بالعديد من أعضاء الحزب النازي - خاصةً من كان يطلق عليهم المحاربون القدامى (وهم من قاموا بالانضمام إلى الحزب قبل عام 1930 وكانوا أكثر أعضاء الحزب حماسًا لفكرة معاداة السامية)، وكذلك بمن كان يطلق عليهم كتيبة العاصفة - بالاندفاع للهجوم على الأقلية اليهودية الألمانية تعبيرًا عن إحباطاتهم مستهدفين بذلك جماعة لن تقوم السلطات بحمايتها. وكان الأعضاء العاديون في الحزب مستاءين لأنه بعد مرور عامين على الرايخ الثالث، وبالرغم من وعود هتلر التي لا يمكن إحصائها والتي وعد بها قبل عام 1933 لم يصدر أي قانون يمنع الزواج أو إقامة العلاقات بين «الألمان المنتمين لأصول آرية والألمان المنتمين لأصول يهودية». وورد في أحد تقارير الجيستابو التي صدرت في ربيع عام 1935 أن الأعضاء العاديين في الحزب النازي «سيبدءون في التحرك الذي نقف وراءه في الخفاء» وهو الحل المقترح «للمشكلة اليهودية» «وهو حل يجب على الحكومة بعد ذلك أن تسير على نهجه». ونتيجةً لذلك، بدأ الناشطون في الحزب النازي وأعضاء كتيبة العاصفة موجة خطيرة من الاعتداءات والتخريب المتعمد والمقاطعات ضد اليهود الألمان.

علم وزارة الحرب النازية

وفي صيف عام 1935، تم إبلاغ هتلر إنه نتيجةً للتضخم المالي والحاجة لاستخدام العملة الصعبة لشراء المواد الخام التي تحتاجها ألمانيا في عملية إعادة التسلح تبقى فقط خمسة ملايين مارك متاحة للصرف على الشئون الحربية. كما تم إبلاغه بوجود حاجة ملحة لمبلغ ثلاثمائة ألف مارك في اليوم الواحد لدفع خطر نقص الطعام. وفي أغسطس من عام 1935، تقدم هيلمار شاخت بنصيحة إلى هتلر بأن الموجة العنيفة التي تشهدها البلاد لمعاداة السامية تتعارض مع الازدهار الاقتصادي ومن ثم مع عملية إعادة التسلح. وقد أدت نصيحة هيلمار شاخت التي تقدم بها في شكواه إلى هتلر، وكذلك التقارير التي وردت إلى هتلر بأن الرأي العام الألماني لا يوافق على موجة العنف المعادي للسامية التي تجتاح البلاد وعلى التساهل المستمر للشرطة إزائها حيث إنه أمر يقلل من شعبية النظام الحاكم أمام الرأي العام إلى إصدار هتلر أمرًا في 8 أغسطس في عام 1935 يقضي بوقف «التصرفات الفردية» ضد اليهود الألمان ابتداءً من نفس اليوم. ومن وجهة نظر هتلر، كان هناك ضرورة لإصدار قوانين صارمة جديدة تتعلق بمعاداة السامية كنوع من أنواع الترضية لأعضاء الحزب الذين خاب أملهم بعد قرار الوقف الذي قام بإصداره في الثامن من أغسطس خاصةً وأنه قد قام بإصدار هذا القانون على مضض لأسباب عملية أما رأيه الشخصي فكان متفقًا مع رأي متطرفي الحزب.
وفي 13 سبتمبر، أمر هتلر بسرعة اثنين من أتباعه المدنيين وهما برنارد لوسنر وفرانز ألبريشت ميديكوس من وزارة الداخلية أن يطيرا إلى نورنبيرغ لإعداد خطة لقوانين معاداة السامية ليقدمها إلى الرايخستاج في الخامس عشر من سبتمبر. وفي مساء الخامس عشر من سبتمبر، قدم هتلر قانونين إلى الرايخستاج يمنعان ممارسة العلاقات الجنسية والزواج بين الألمان «الآريين» والألمان اليهود، وكذلك عمل النساء من أصل «آري» تحت سن الخامسة والأربعين في المنازل اليهودية. ويحرم القانونان «غير الآريين» من مزايا المواطنة الألمانية. وتعرف قوانين سبتمبر من عام 1935 باسم قوانين نورنبيرغ.
وفي أكتوبر من عام 1935، وللحد من مشكلات نقص الغذاء المتزايدة ولطرح سياسة تقنين توزيع الموارد والسلع نادرة الوجود، أمر هتلر على مضض بتخفيض المبالغ المخصصة للإنفاق على القوات العسكرية. وفي ربيع عام 1936، واستجابةً لمطالب ريتشارد فالتر داريه، أمر هتلر بتخصيص ستين مليون مارك من العملات الأجنبية لاستخدامها في شراء الزيت المستخرج من البذور للمزارعين الألمان وهو الأمر الذي أدى إلى تذمر د. شاخت ووزير الحرب فيرنر فون بلومبرج. لأنه سيكون من المستحيل النجاح في علمية إعادة التسلح طالما أن العملات الأجنبية قد تم تخصيصها لمنع حدوث حالة من نقص الطعام. وعلى ضوء المشكلات الاقتصادية التي أثرت على شعبيته مع بدايات عام 1936، شعر هتلر بأن هناك حاجة ملحة لتحقيق انتصار لسياسته الخارجية لصرف انتباه العامة عن الوضع الاقتصادي الراهن.

## السياسة الخارجية
تحدث هتلر في اجتماع له مع قادة قواته البرية والبحرية في 3 فبراير من عام 1933 عن أهدافه في عالم السياسية الخارجية التي يطمح إلى تحقيقها، فقال: «ضرورة الاستيلاء على مناطق معينة في الشرق لتأمين المجال الحيوي لألمانيا النازية بالإضافة إلى مد سطوة اللغة والبشر والحضارة الألمانية إلى هذه المناطق عن طريق القوة أو عن طريق الاندماج», وظهرت أهداف السياسة الخارجية الألمانية في البيان الأول الرئيسي الذي سلمه وزير الدولة في مارس من عام 1933 في مذكرة إلى مجلس الوزراء الألماني في مبنى وزارة الخارجية. وكان الوزير هو الأمير برنارد فون بولو وهو شخصية مختلفة عن عمه - المستشار الألماني السابق برنارد فون بولو - الذي نال حظًا أوفر من الشهرة من ابن أخيه. وتمثلت هذه الأهداف في ضم ألمانيا للنمسا، والعودة بالحدود إلى ما كانت عليه في عام 1914، ورفض الجزء الخامس من معاهدة فرساي، واستعادة المستعمرات الألمانية السابقة في أفريقيا، مع ايجاد منطقة نفوذ لألمانيا في أوروبا الشرقية، وكانت كلها أهداف مستقبلية تسعى ألمانيا إلى تحقيقها. ورأى هتلر أن الأهداف الموجودة في مذكرة فون بولو متواضعة للغاية.

### مساعي التحالف مع بريطانيا
وكان الدخول في تحالف مع بريطانيا من الخطوات التمهيدية الرئيسية الخاصة بالسياسة الخارجية والتي قام بها هتلر في السنوات الأولى من حكمه. ففي العشرينات من القرن العشرين، كتب هتلر أن هدفه المستقبلي الخاص بالسياسة الخارجية الاشتراكية الوطنية هو تدمير روسيا بمساعدة إنجلترا. في مارس من عام 1933، ولحل الأزمة المحتدمة بين فرنسا التي تسعى للحصول على الأمان وألمانيا التي تطالب بوجود عدالة التسلح في مؤتمر نزع السلاح في العالم الذي تمت إقامته في جينيف في سويسرا، تقدم رئيس الوزراء البريطاني - رامزي ماكدونالد - بالتسوية التي أطلق عليها اسم «خطة ماكدونالد». وقد صدّق هتلر على خطة ماكدونالد - على الرغم من أنه كان يعتقد في عدم جدواها وهو الأمر الذي تحقق بالفعل - فقد كان يسعى في هذه الفترة الفاصلة إلى إثبات حسن نيته أمام العاصمة البريطانية وإظهار حكومته في صورة معتدلة في الوقت الذي تتمسك فيه فرنسا بسياسة تتسم بالعناد.
وفي عام 1933، قام ألفريد روزنبرج بصفته رئيس مكتب السياسة الخارجية في الحزب النازي بزيارة لندن كجزء من جهوده لكسب تحالف بريطانيا مع بلاده. أما في أكتوبر من عام 1933، فقد قام هتلر بإعلان انسحاب ألمانيا من عضويتها في عصبة الأمم ومؤتمر نزع السلاح في العالم بعد أن أعلن وزير خارجيته البارون كونستنتين فون نيورات على الرأي العام العالمي أن المطلب الفرنسي بالحصول على «الأمان» هو العقبة الرئيسية التي ستؤدي إلى تعثر كل جهود السلام.
وانطلاقًا من آرائه التي أعلنها في كتابيه كفاحي وكتاب الكتاب الثاني عن ضرورة بناء تحالف إنجليزي ألماني، تقدم هتلر بمخطط في اجتماعه الذي عقده في نوفمبر من عام 1933 مع السفير البريطاني - سير ايريك فيبس - يقضي بأن تقوم بريطانيا بتقديم الدعم لجيش ألماني قوي قوامه ثلاثمائة ألف من الجنود في مقابل «التعهد بالحماية وعدم الاعتداء» الذي تقدمه ألمانيا إلى الإمبراطورية البريطانية. وردًا على هذا الطلب، قرر البريطانيون ضرورة وجود فترة عشرة سنوات من الانتظار قبل أن تقوم بريطانيا بدعم الزيادة التي تطلبها ألمانيا في حجم جيشها.
وعلى الرغم من استمرار برنامج التسلح الألماني سرًا منذ عام 1919، ففي مارس من عام 1935 رفض هتلر الجزء الخامس من معاهدة فرساي عندما أعلن على الملأ زيادة عدد الجيش الألماني إلى ستمائة ألف جندي (وهو الرقم الذي يبلغ ستة أضعاف الرقم الذي حددته معاهدة فرساي). وأضاف هتلر إليها القوات الجوية وقرر زيادة عدد القوات البحرية. وسرعان ما أدانت بريطانيا وفرنسا وإيطاليا وعصبة الأمم هذه الأعمال. وبالرغم من ذلك فإن تأكيدات هتلر أن ألمانيا لا تهتم إلا بالسلام جعلت كل الدول تحجم عن اتخاذ أية خطوات من شأنها إيقاف هذا الأعمال مما أدى إلى استمرار عملية إعادة التسلح الألمانية. وبعد ذلك وفي مارس من عام 1935، قام هتلر بعقد سلسلة من الاجتماعات في برلين مع وزير الخارجية البريطاني - سير جون سايمون - وكذلك مع إيدن وتملص هتلر خلالها بنجاح من العرض الذي تقدمت به بريطانيا لمشاركة ألمانيا في اتفاقية أمن إقليمية؛ وهي الاتفاقية التي كان يقصد بها أن تكافئ نظيرتها الأوروبية - معاهدة لوكارنو. كذلك، تجنب الوزيران البريطانيان التحدث عن العرض الذي تقدم به هتلر بإقامة تحالف مع بريطانيا. وأثناء محادثاته مع سايمون وإيدن، استخدم هتلر لأول مرة ما اعتبره تكتيك ذكي للتفاوض من أجل الحصول على مستعمرات في الخارج عندما استغل بنجاح العرض الذي تقدم به سايمون بعودة ألمانيا إلى عصبة الأمم للمطالبة باستعادة المستعمرات الألمانية في أفريقيا.
وفي يونيو من عام 1935، تم توقيع المعاهدة البحرية بين بريطانيا وألمانيا (.A.G.N.A) في لندن والتي سمحت بزيادة القوة الألمانية البحرية في البحرية البريطانية لتصل إلى نسبة خمسة وثلاثين بالمائة من قوة بريطانيا البحرية. وقد أطلق هتلر على ذلك اليوم «أسعد أيام حياته» لأنه كان يعتقد أن هذه الاتفاقية هي البداية الحقيقية للتحالف بين بريطانيا وألمانيا الذي تنبأ به في كتابه كفاحي. وقد تم عقد هذه المعاهدة البحرية دون استشارة فرنسا أو إيطاليا؛ وهو الأمر الذي أضعف من مكانة عصبة الأمم ووضع معاهدة فرساي على المحك لإفراغها من مضمونها الحقيقي. وبعد توقيع المعاهدة في يونيو من عام 1935، أمر هتلر بتنفيذ الخطوة التالية على طريق إنشاء تحالف بريطاني ألماني؛ ألا وهي التنسيق بين كل الجمعيات التي كانت تطالب باستعادة المستعمرات الألمانية في أفريقيا ودمجها في عصبة واحدة وهي عصبة رايخ الإستعمارية الجديدة وهي العصبة التي أثارت في السنوات القليلة التي تلت ذلك حملة دعائية عدوانية تهدف إلى استعادة المستعمرات الألمانية في أفريقيا. ولم يكن لهتلر اهتمامًا حقيقيًا بالمستعمرات الألمانية السابقة في أفريقيا. وفي كتابه كفاحي، شجب هتلر بقوة سياسة حكومة الإمبراطورية الألمانية لأنها كانت تسعى وراء التوسع الاستعماري في أفريقيا قبل عام 1914 على أساس أن الامتداد الطبيعي المجال الحيوي لألمانيا النازية يجب أن يكون في أوروبا الشرقية وليس في أفريقيا. وكان هتلر ينتوي أن يستخدم هذه الطلبات الاستعمارية كخطة للتفاوض تعتمد على «تخلي» ألمانيا عن مطالبها الاستعمارية في مقابل أن تدخل بريطانيا في تحالف مع الرايخ يخضع للشروط الألمانية.
وفي مارس من عام 1936، نقض هتلر مرةً أخرى معاهدة فرساي عن طريق إعادة إحكام السيطرة مجدداَ على المنطقة التي تم تجريدها من صفتها العسكرية في راينلاند. وعندما لم تحرك بريطانيا وفرنسا ساكنًا تجاه ما يفعل، ازدادت جرأته وفي يوليو من عام 1936، بدأت الحرب الأهلية الأسبانية عندما قام الجيش بقيادة الجنرال فرانسيسكو فرانكو بالانقلاب على حكومة الجبهة الشعبية. وبعد تلقيه التماسا بالمساعدة من الجنرال فرانكو في يوليو من عام 1936، أرسل هتلر بقوات لتدعم فرانكو وأصبحت إسبانيا أرضًا لاختبار القوات الألمانية الجديدة وكذلك لوسائلها الحربية الجديدة. وفي نفس الوقت، استمر هتلر في مساعيه لإقامة تحالف بين إنجلترا وألمانيا. وفي يوليو من 1936، قدم هتلر لفيبس وعداً إذا وقعت بريطانيا تحالف مع الرايخ تلتزم ألمانيا بمقتضاه بإرسال اثنتي عشرة فرقة عسكرية إلى الشرق الأقصى لحماية ممتلكات بريطانيا الاستعمارية من هجوم اليابان. وقد تم رفض عرض هتلر.
وفي أغسطس من عام 1936، تم تعيين الدبلوماسي النازي المستقل جواشيم فون ريبنتروب سفيرًا ألمانيا لدى محكمة سان جيمس. وقبل مغادرة ريبنتروب البلاد لتولي منصبه الجديد في أكتوبر 1936، قال له هتلر «احرص على أن تشترك بريطانيا في ميثاق مكافحة الشيوعية، فهذا الأمر هو ما أريد تحقيقه أكثر من أي شيء آخر. أنا أرسلت بك إلى هناك لإنك أفضل رجالي الذين يمكنهم القيام بهذه المهمة. فافعل كل ما يمكنك أن تفعله. . . ولكن، إذا باءت كافة جهودنا المستقبلية بالفشل، فسنكتفي بذلك. وعندئذ، سأكون على استعداد للحرب. وسأكون في أشد حالات الحزن إذا اضطرتني الظروف للقيام بذلك، ولكن إذا استلزم الأمر ذلك فسأقوم به. ومع ذلك، أعتقد أن هذه الحرب لن تستمر لفترة طويلة، وعند انتهائها سأكون على استعداد لعرض السلام الذي يحفظ الكرامة على الشعب البريطاني في أي وقت، وسيكون هذا السلام مُرضيًا للطرفين. وبالرغم من ذلك، سأطلب من بريطانيا أن توقع على اتفاقية مكافحة الشيوعية، وربما أطلب منها أن توقع على اتفاقيات أخرى. ولكن، عليك يا روبنتروب أن تحسن اللعب طالما أنك تحمل الورقة الرابحة في يدك. وأنا مستعد في أي وقت للتوقيع على اتفاقية جوية أيضًا. فافعل كل ما يمكنك القيام به، فسأتابع مجهوداتك بكل شغف».
وبحلول النصف الأخير من عام 1937، كان هتلر قد تخلى عن حلمه في عقد حلف بين ألمانيا وإنجلترا. وألقى باللوم في ذلك على القيادة البريطانية «غير الكفء» التي رفضت عروض هتلر الرامية إلى عقد حلف. وفي حديث له مع المفوض الأعلى لعصبة الأمم في دانزيج؛ وهو الدبلوماسي السويسري كارل جاكوب بروكهاردت في سبتمبر من 1937، احتج هتلر على ما اعتبره تدخلاً بريطانيًا في منطقة «النفوذ الألماني» في أوروبا. وعلى الرغم من ذلك، فإن هتلر قد أوضح رأيه في بريطانيا كحليف مثالي على الرغم من أن أنانيتها المفرطة تعمل على عرقلة الخطط الألمانية.

### سياسات التمويه
والتقى هتلر في مايو من عام 1933 بالسفير الألماني في موسكو هربرت فون ديركسن. وفي هذا اللقاء، حذر ديركسن الفوهرر من تدهور العلاقات مع الاتحاد السوفيتي إلى حد غير مقبول، ونصحه بإتخاذ خطوات فورية لإصلاح العلاقات مع الاتحاد السوفيتي. وقد أصيب ديركسن بخيبة أمل شديدة عندما أبلغه هتلر بأمنيته بحدوث تفاهم مع بولندا ضد السوفيت - وهي الأمنية التي كان احتجاج ديركسن عليها يشير ضمنيًا إلى إدراكه لمشكلة الحدود بين ألمانيا وبولندا. وهكذا، صرح هتلر بأنه يسعى وراء ما هو أكبر بكثير من مجرد إسقاط معاهدة فرساي.
وفي يونيو من عام 1933، اضطر هتلر إلى إعفاء ألفريد هوجنبرج من منصبه في حزب الشعب الوطني الألماني لأنه تقدم عند حضوره مؤتمر لندن الاقتصادي الدولي ببرنامج للتوسع الاستعماري في أفريقيا وأوروبا الشرقية. وقد أدى هذا البرنامج إلى نشوب عاصفة من الاعتراضات عليه في الخارج. وفي حديث له مع عمدة مدينة هامبورغ في عام 1933، علق هتلر أن ألمانيا تحتاج إلى سنوات طويلة تنعم فيها بالسلام قبل أن تتمكن من إعادة تسليح جيشها بالشكل الكافي لتخاطر بالدخول في حرب، وأن عليها حتى ذلك الوقت أن تتوخى سياسة حريصة دعا إلى انتهاجها. وفي «خطابات السلام» التي ألقاها هتلر في السابع عشر من مايو في عام 1933، و21 مايو في عام 1935، و7 مارس في عام 1936 أكد على أهدافه السلمية المزعومة وعلى رغبته في العمل في إطار النظام العالمي. أما ما كان يضمره في نفسه، فقد كانت خططًا غير سلمية على الإطلاق. وقام هتلر بمبادرة أكثر نجاحًا في مجال السياسة الخارجية تتعلق بالعلاقات مع بولندا. وعلى الرغم من المعارضة القوية التي أبدتها وزارة الحربية ووزارة الخارجية (اللتين كانتا تفضلان تدعيم العلاقات مع الاتحاد السوفيتي، فإن هتلر قد قام في خريف عام 1933 بالبدء في محادثات سرية مع بولندا؛ الأمر الذي أدى إلى توقيع معاهدة عدم الاعتداء الألمانية البولندية في يناير من عام 1934).
وفي خريف عام 1934، انتاب هتلر القلق الشديد من خطر التضخم المالي الذي كان يهدد شعبيته. وفي خطاب سري ألقاه أمام مجلس الوزراء في 5 نوفمبر في عام 1934، صرح قائلاً إنه «أعطى الطبقة العاملة وعده ألا يسمح بزيادة في الأسعار» وإن «من يكدحون نظير رواتبهم التي يحصلون عليها سيتهمونه بالحنث بوعده إذا لم يتصرف بشأن زيادة الأسعار. علاوةً على ذلك، ستندلع الثورات بين صفوف الشعب نتيجة لكل ما يحدث.»

هتلر في مدينة نوريمبيرج عام 1935

وكان الاجتماع السنوي للحزب النازي الذي عقد في سبتمبر من عام 1935 - والذي كان يتم عقده سنويًا في مدينة نورنبيرغ - إشارة لعقد الجلسة الأولى من جلسات الرايخستاج التي تعقد في هذه المدينة منذ عام 1543. وكان هتلر يخطط أن يقوم في هذه الجلسة للرايخستاج بتمرير قانوناً يجعل من العلم النازي الذي كان يحمل الصليب المعقوف علمًا ألمانياً لدولة ألمانيا النازية، وكذلك لأن يلقي خطابًا مهمًا يدعم فيه العدوان الإيطالي الوشيك على أثيوبيا. فقد شعر هتلر أن العدوان الإيطالي من شأنه أن يتيح فرصًا عظيمة أمام ألمانيا. وفي أغسطس من عام 1935، أخبر هتلر جوزيف جوبلز بأن رؤيته للسياسة الخارجية هي "أن تكون إنجلترا هي الحليف الداخلي لألمانيا". وأن توجد علاقات طيبة للرايخ مع بولندا، والتوسع في اتجاه الشرق، فبحر البلطيق ملك لنا. والصراع بين إيطاليا وإنجلترا على أثيوبيا، وكذلك الصراع الياباني-الروسي الوشيك".
وفي اللحظة الأخيرة قبل الموعد المقرر لبداية الاجتماع السنوي، استطاع وزير الخارجية الألماني - البارون كونستنتين فون نيورات - أن يقنع هتلر بأن يلغي خطابه الذي كان سيمتدح إيطاليا فيه لقيامها بالعدوان على دولة أخرى. وأقنع نيورات هتلر بأن خطابه سيثير الرأي العام في الخارج لأنه يتعارض مع الرسالة التي تحملها «خطابات السلام» التي يلقيها هتلر. وهكذا، وجد هتلر نفسه حائرًا بشأن الموضوع الذي سيتحدث فيه في أول اجتماع للرايخستاج يتم عقده في مدينة نورنبيرغ منذ عام 1543 بخلاف الموضوع الذي يتعلق بمسألة قانون علم الرايخ.
وفي حديث له مع الصحفي الفرنسي برتراند دي جوفينل في فبراير من عام 1936، تنصل هتلر مما جاء في كتابه كفاحي، عندما قال أن أجزاء من الكتاب قد أصبحت غير صالحة للتنفيذ في العصر الحالي وبأنه لم يعد يعمل بما جاء فيها بالرغم من أنه لم يحدد بالضبط تلك الأجزاء التي كان يتحدث عنها.

### الاستدراج للحرب
وفي فبراير من عام 1934، التقى هتلر مع حامل الختم الملكي البريطاني - سير أنطوني إيدن - وألمح بقوة إلى أن ألمانيا تملك بالفعل سلاحاً للطيران المحظور استخدامه بناءً على معاهدة فرساي.
وفي أغسطس من عام 1936، وكنتيجة للأزمة المتنامية في الاقتصاد الألماني التي نتجت عن التوترات التي خلفتها فكرة إعادة التسلح، أصدر هتلر مذكرة بعنوان خطة السنوات الأربعة، وأصدر أوامره إلى هيرمان جورينج بتنفيذ خطة السنوات الأربعة لإعداد الاقتصاد الألماني لدخول الحرب خلال السنوات الأربعة التالية. وفي أثناء الأزمة الاقتصادية التي حدثت في عام 1936، انقسمت الحكومة الألمانية إلى حزبين. الحزب الأول والذي أطلق عليه اسم حزب «السوق الحرة»، ويتزعمه المسئول عن البنك المركزي ورئيسه هيلمار شاخت ومراقب التسعير كارل فريدريش جويردلر؛ وقد شجعا على تخفيض المصروفات الخاصة بالجيش والتحول عن سياسات الاكتفاء الذاتي. أما الحزب الآخر، فقد تمركز حول هيرمان جورينج ودعا إلى سياسة عكسية. وقد دعم حزب «السوق الحرة» مجموعة من أبرز رجال الأعمال في ألمانيا. واستمر هتلر في تردده في النصف الأول من عام 1936 قبل أن يؤيد الحزب الأكثر تطرفًا في مذكرة «خطة السنوات الأربعة» التي أصدرها في شهر أغسطس. ويعتقد المؤرخون مثل ريتشارد أوفري أن أهمية المذكرة - التي كتبها هتلر بنفسه - يمكن قياسها من منطلق أن هتلر الذي كان مصابًا بما يشبه فوبيا الكتابة نادرًا ما قام بكتابة أي شيء؛ الأمر الذي يدل على أن هتلر قد شعر أن لديه شيئا مهما يريد أن يتحدث عنه. وتنبأت مذكرة «خطة السنوات الأربعة» بصراع وشيك وشامل ومتبصر بين «البلشفية اليهودية» و«الاشتراكية الوطنية الألمانية»؛ الأمر الذي يقتضي بذل جهود شاملة من أجل إعادة التسلج بغض النظر عن التكاليف الاقتصادية. وقد كتب هتلر في مذكرته:
| استعدادات ألمانيا النازية للحرب العالمية الثانية | منذ اندلاع الثورة الفرنسية، أصبح العالم يتحرك بسرعة مطردة في اتجاه الدخول في صراع جديد؛ وتعتبر البلشفية هي الحل الأكثر تطرفًا لوقف هذا الصراع. ويمكن اعتبار أن أساس وهدف البلشفية هو فقط إبادة هذه الطبقات من الجنس البشري التي كانت تتزعم العالم واستبدالها بالجالية اليهودية المنتشرة في كل أنحاء العالم.ولن تتمكن أية دولة من الانسحاب أو حتى الابتعاد عن هذا الصراع التاريخي. . . وليس الهدف من وراء كتابة هذه المذكرة هو التنبؤ بالوقت الذي تتفجر فيه الأزمة الناتجة عن هذا الوضع المستعصي في أوروبا. فكل ما أريد أن أقوله في هذه السطور هو أن هذه الأزمة قادمة لا محالة وإنه من واجب ألمانيا أن تؤمن الوجود لنفسها بكل وسيلة ممكنة في مواجهة هذه الكارثة، وأن تحمي نفسها منها. ومن منطلق هذا الإلزام، توجد مجموعة من الاستنتاجات التي تتعلق بأهم المهام الواجب على شعبنا القيام بها. فانتصار البلشفية على ألمانيا لن يؤدي إلى الخضوع لمعاهدة فرساي فقط، بل إلى الدمار النهائي للشعب الألماني، بل الإبادة الشاملة للألمان. وأرى إنه من الضروري للرايخستاج أن يقوم بتمرير هذين القانونين: القانون الأول يقضي بتوقيع عقوبة الإعدام في حالة حدوث أي تخريب اقتصادي. أما الثاني، فيجعل الشعب اليهودي بأكمله مسئولاً عن أي ضرر يتسبب فيه أفراد من هذا المجتمع من المجرمين يعمل على إلحاق الأذى بالاقتصاد الألماني وبالتالي بالشعب الألماني. | استعدادات ألمانيا النازية للحرب العالمية الثانية |

بالإضافة إلى ذلك، دعا هتلر ألمانيا إلى الوصول بجيشها إلى مرتبة "الجيش الأول" على مستوى العالم من حيث قدرته الفائقة على القتال وذلك في خلال الأربع سنوات المقبلة. كما ذكر هتلر أن "مدى التطور العسكري لمواردنا لا يجب أن يكون كبيراً أو أن يتم بخطى متسارعة أكثر من اللازم." ويكون دور الاقتصاد ببساطة هو أن يقوم بتدعيم "توكيد الذات الألمانية ومد مجالها الحيوي. ثم استطرد هتلر قائلاً:
| استعدادات ألمانيا النازية للحرب العالمية الثانية | بفهم الأبعاد الحقيقية للصراع القادم تصبح المخاوف التي عبر عنها أعضاء حزب "السوق الحرة" مثل شاخت وجويدلر بأن المستوى الحالي من الإنفاق العسكري سيؤدي بألمانيا إلى الإفلاس في غير محلها. -واضاف-: مهما كان قدر التوازن الذي يجب على كل أمة تحقيقه في النمط العام لحياتها، فإنه لا بد من وجود اضطرابات تحدث في هذا التوازن في بعض الأوقات على حساب أشياء أخرى أقل في أهميتها. فإذا أخفقنا في جعل الجيش الألماني الجيش الأول على مستوى العالم بأسرع وقت ممكن... ستنتهي ألمانيا!. لا تحيا الأمة من أجل الاقتصاد أو قادته أو من أجل النظريات المالية أو الاقتصادية. بل على العكس، يخضع المال والاقتصاد وقادته ونظرياته لخدمة هذا الصراع من أجل توكيد ذات الأمة. | استعدادات ألمانيا النازية للحرب العالمية الثانية |

علاوةً على ذلك، استعان بعض المؤرخين المنتمين للفكر اليميني من أمثال هنري اشبي تيرنر وكارل ديتريش براشر بوثائق مثل مذكرة خطة السنوات الأربعة. ولقد أيد هذان المؤرخان فكرة «أولوية السياسة». ويعتقد هؤلاء المؤرخين أن هتلر كان يولي اهتمامه الأساسي للسياسة (بمعنى أن هتلر كان لا يؤازر الاقتصاد الألماني بالشكل الكافي، ولكن العكس هو الصحيح). وهذا الرأي معاكس للرأي الذي تبناه بعض المؤرخين الماركسيين عن «أولوية الاقتصاد» (وهي وجهة نظر تقول بإن هتلر كان من أهم «العوامل» المساعدة والمدعمة للاقتصاد الألماني
وقام الكونت جالياتسو تشانو، وزير الخارجية الإيطالي في عهد الفاشي بينيتو موسوليني بإعلان عقد حلف من دول المحور بين ألمانيا وإيطاليا في 25 أكتوبر في 1936. وفي 25 نوفمبر في نفس العام، عقدت ألمانيا اتفاقية مكافحة الشيوعية ووقعتها مع اليابان. وفي أثناء توقيع اتفاقية مكافحة الشيوعية، تم دعوة كل من بريطانيا والصين وإيطاليا وبولندا للانضمام إلى الاتفاقية، ولكن كانت الاستجابة من قبل إيطاليا فقط التي ووقعت الاتفاقية في نوفمبر من 1937. ولتعزيز العلاقات مع اليابان، التقى هتلر في عام 1937 في مدينة نورنبيرغ مع الأمير تشي تشي بو؛ شقيق الإمبراطور هيروهيتو. وعلى الرغم من ذلك، فإن اللقاء لم يسفر عن الكثير من النتائج. ويرجع السبب في ذلك إلى أن هتلر قد رفض طلب اليابان بوقف شحنات الأسلحة الألمانية إلى الصين أو سحب الضباط الألمان الذين يساندون الصين في الحرب اليابانية الصينية الثانية. ولقد عارضت القوات المسلحة ووزارة الخارجية الألمانية إنهاء الوضع غير الرسمي للتحالف بين ألمانيا والصين والقائم منذ العقد الثاني من القرن العشرين معارضة شديدة وضغطتا على هتلر ليتجنب الإساءة إلى الشعب الصيني. وقامت وزارة الخارجية وكذلك القوات المسلحة بلفت انتباه هتلر إلى وضع احتياطات العملة الأجنبية التي تهدد إعاقة عملية إعادة التسلح الألمانية بالإضافة إلى حقيقة أن الاتفاقيات الاقتصادية العديدة المبرمة بين ألمانيا والصين والتي تمد ألمانيا بالمواد الخام وتعفيها من صرف المزيد من العملات الأجنبية التي لا تقدر بثمن سيتضح إنه من الحماقة السعي للدخول في حلف مع اليابان يؤدي حتمًا إلى إنهاء الحلف الصيني الألماني.
ولقد عانى هتلر بشدة من آلام في المعدة ومن الإكزيما في الفترة ما بين عامي 1936 و1937؛ الأمر الذي أدى به إلى أن يصرح للمسئول عن الدعاية الخاصة بالحزب النازي في أكتوبر من عام 1937 بأنه بسبب وفاة والديه في سن مبكرة، فإنه على الأرجح سيحدث له مثل ما حدث لهم؛ أي إنه سيعيش لفترة قصيرة قد لا تكفيه للفوز بالمجال الحيوي اللازم الذي تحتاجه ألمانيا. وفي الفترة نفسها، ذكر دكتور جوبلز في مذكراته اليومية أن هتلر الآن يرغب في رؤية «الرايخ الألماني العظيم» الذي تصوره في حياته، بدلاً من أن يترك مهمة تحقيق هذا الحلم لمن يخلفه من حكام.
وفي 5 نوفمبر في عام 1937، عقد هتلر اجتماعًا سريًا في مستشارية الرايخ مع وزيري الخارجية والحرب بالإضافة إلى ثلاثة من قادة القوات المسلحة الرئيسيين. وتم تسجيل الاجتماع في مذكرة عرفت باسم مذكرة هوسباتش. وقد صرح هتلر بنواياه في الحصول على المزيد من «المجال الحيوي» من أجل الشعب الألماني. كما أصدر أوامره لهم بوضع خطط للحرب في الشرق في موعد لا يتجاوز عام 1943 من أجل الحصول على «المجال الحيوي المطلوب». وصرح هتلر أنه يمكن اعتبار دقائق هذا المؤتمر بمثابة «وصيته السياسية» في حالة وفاته. وتشير المذكرة إلى أن هتلر كان يعتقد إنه في ظل الحالة التي وصل إليها الاقتصاد الألماني سيكون الحل الوحيد لوقف التداعي الشديد في مستوى المعيشة هو انتهاج سياسة العدوان في المستقبل القريب عن طريق الاستيلاء على النمسا وتشيكوسلوفاكيا. وفضلاً عن ذلك، صرح هتلر أن سباق التسلح يعني وجوب التحرك قبل أن تتصدر بريطانيا وفرنسا السباق بشكل دائم. أما التغيير اللافت للنظر في مذكرة هوسباتش فكان تغير موقف هتلر تجاه بريطانيا. فبعد أن كان يراها الحليف المستقبلي لألمانيا في كتابه الكتاب الثاني الذي كتبه في عام 1928، أصبحت عدوًا يثير في نفسه الكراهية في المذكرة التي كتبها في عام 1937. ولقد وصف المؤرخ كلاوس هيلدبراند المذكرة على أنها بداية «مسار متناقض» تجاه بريطانيا بينما يعتقد المؤرخ أندريس هيلجروبر أن هتلر كان يعمل على التوسع حتى وإن كان «بدون بريطانيا» ومن الأفضل أن يكون «معها»، ولكن إن استلزم الأمر قد يكون «ضدها»
وأدت نوايا هتلر التي اتضحت في المذكرة إلى اعتراضات قوية من جانب وزير الخارجية، البارون كونستنتين فون نيورات، ووزير الحرب الفيلد مارشال فيرنر فون بلومبرج، والقائد العام للجيش، فيرنر فون فريتش، لأن حدوث أي عدوان ألماني في أوروبا الشرقية سيؤدي إلى اندلاع حرب مع فرنسا بسبب وجود نظام التحالف الفرنسي في أوروبا الشرقية؛ والذي يطلق عليه نظام التحالف الفرنسي في أوروبا الشرقية. وفي حالة نشوب الحرب بين فرنسا وألمانيا، سيكون تدخل بريطانيا أمرًا مؤكدًا حتى لا تضيع منها فرصة إلحاق الهزيمة بفرنسا وكان من المقرر أن يكون الاعتداء على كل من النمسا وتشيكوسلوفاكيا بداية لسلسلة من الحروب الإقليمية في أوروبا الشرقية تؤمن وجود ألمانيا في أوروبا قبل الحسم الأخير للصراع مع بريطانيا وفرنسا.
ونصحه كل من فريتش وبلومبرج ونيورات أن ما يفعله سيجلب إستراتيجية تحمل العديد من المخاطر إلى أقصى الحدود وتهدد بنشوب حروب إقليمية في أوروبا الشرقية؛ الأمر الذي سيؤدي على الأرجح إلى دخول ألمانيا في حرب شاملة قبل أن تكون مستعدة لمواجهة ذلك. وقدموا نصيحتهم لهتلر بأن ينتظر حتى يتيح المزيد من الوقت لألمانيا لتتمكن من إعادة تسليح نفسها. ولم يكن لأي من نيورات أو بلومبرج أو فريتش اعتراضات أخلاقية على سياسة العدوان الألمانية، ولكن تركزت معارضتهم على مسألة تحديد التوقيت المناسب للقيام بذلك. وقام هتلر في أواخر شهر نوفمبر لعام 1937 باستقبال حامل الخاتم الملكي البريطاني، اللورد هاليفاكس، الذي كان يزور ألمانيا ظاهريًا كجزء من رحلة صيد يقوم بها. وعند بحث موضوع التغييرات الخاصة بحدود ألمانيا، قال هاليفاكس لهتلر "تتعلق جميع القضايا الأخرى بالتغيرات المحتملة في النظام الأوروبي والمتوقع أن تحدث بمرور الوقت. ومن بين هذه الموضوعات ما يتعلق بكل من دانزيج والنمسا وتشيكوسلوفاكيا. وترغب إنجلترا في حدوث هذه التغيرات في إطار نوع من التطور السلمي مع تجنب الوسائل التي من شأنها إحداث اضطرابات بعيدة "الأثر". ولقد أوضح هاليفاكس في تصريحاته لهتلر إنه بالرغم من عدم تمكنه من إدراك مدى تقدير هتلر للمعنى الذي يحمله كلامه فإن أي تغييرات تحدث في المنطقة يجب أن يتم إنجازها بصورة سلمية. كما أوضح هاليفاكس إنه بالرغم من عدم تقيد بريطانيا بالتزامات أمنية في أوروبا الشرقية باستثناء ميثاق عصبة الأمم، فإن بريطانيا لن تسمح بوجود أي تغيرات إقليمية عن طريق الحروب. ويبدو أن هتلر قد أساء فهم ملاحظات هاليفاكس وأعتقد أن كلامه يؤكد على اعتقاده بأن بريطانيا ستلتزم الحياد بينما يواصل هو استراتيجيته المتعلقة بالحروب المحدودة في أوروبا الشرقية.
وكان أكثر ما يزعج هتلر هو تلك الانتقادات الموجهة لنواياه التي صرح بها في مذكرة هوسباتش؛ تلك الانتقادات التي عبر عنها كل من فريتش وبلومبرج ونيورات. وفي بداية عام 1938، أكد هتلر إحكام قبضته على الجهاز العسكري وجهاز السياسة الخارجية من خلال ما قام به أثناء أزمة بلومبرج وفريتش وإلغاء وزارة الحرب واستبدالها بالقيادة العليا للقوات المسلحة الألمانية واستبعاد نيورات من الخدمة كوزير للخارجية في 4 فبراير لعام 1938، وتوليه بنفسه لمنصب القائد الأعلى للقوات المسلحة الألمانية. وعلق المؤرخ الاقتصادي البريطاني ريتشارد أوفري على ذلك قائلاً إن تأسيس القيادة العليا للقوات المسلحة الألمانية (OKW) في فبراير من عام 1938 كان بمثابة دليل واضح على نوايا هتلر؛ حيث إن هيئات القيادات العليا - مثل القيادة العليا للقوات المسلحة الألمانية - يتم تأسيسها عادةً في أوقات الحرب لا السلم. ويشير التاريخ الرسمي لألمانيا في أثناء الحرب العالمية الثانية إلى أن هتلر بدءًا من عام 1938 لم يكن ينتهج سياسة خارجية يمكن أن تؤدي إلى زيادة فرص نشوب الحرب، بل سياسة تهدف إلى إشعال الحرب بالفعل.